# Fascículo

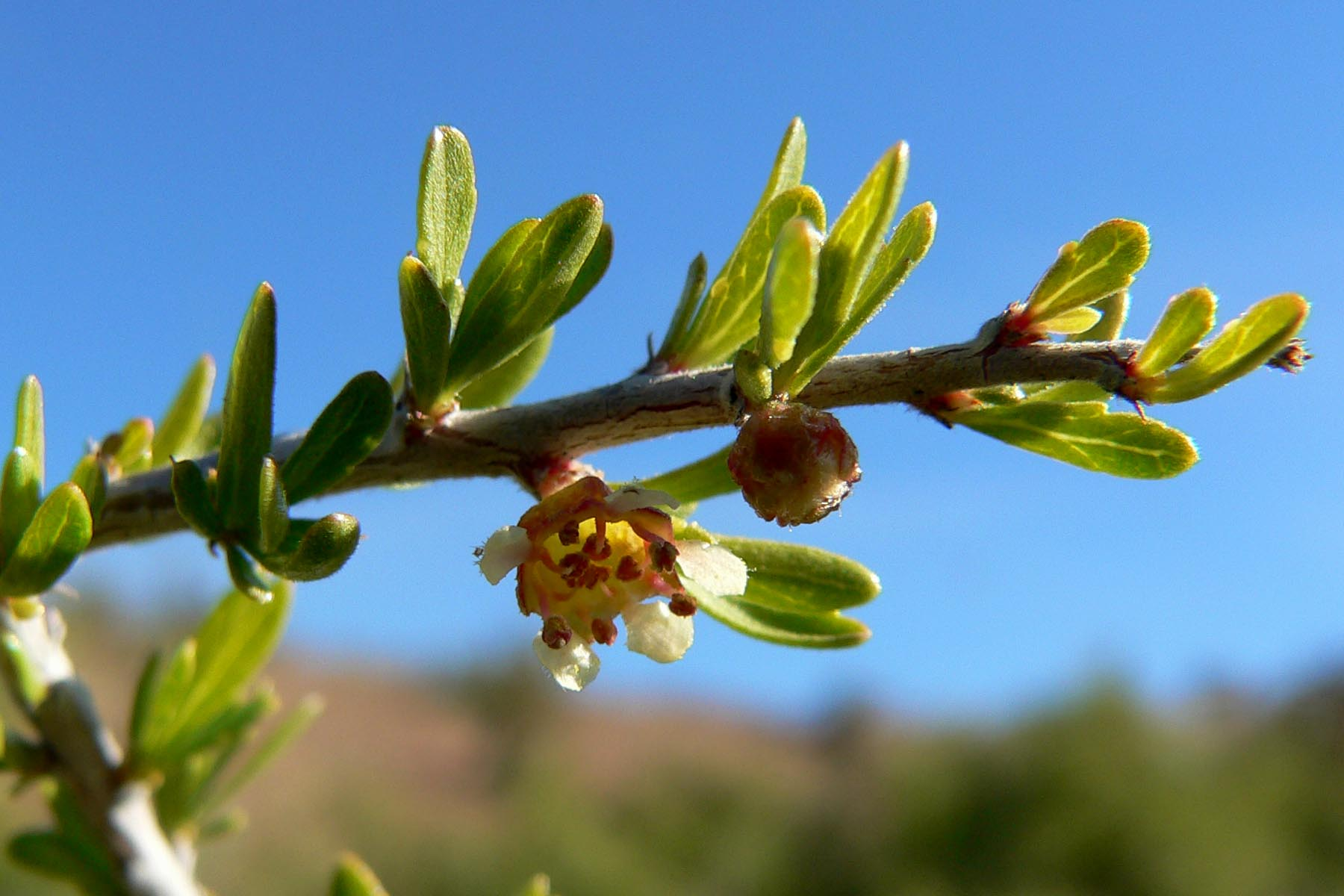
Fascículo foliar de Prunus fasciculata.

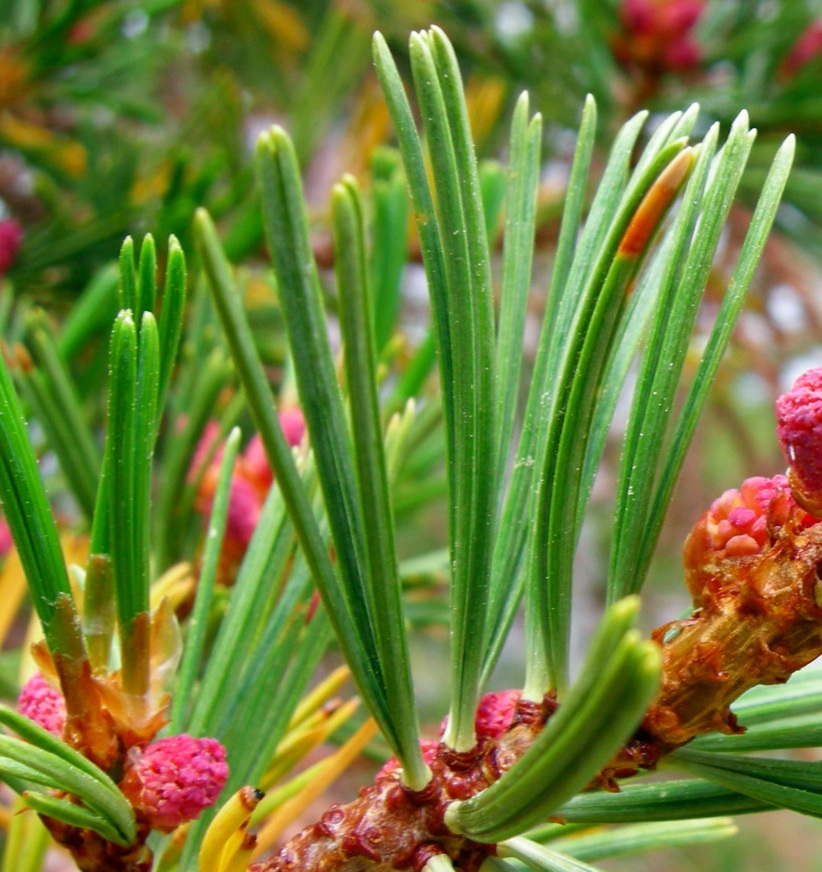
Fascículo de 5 agulhas de Pinus flexilis.

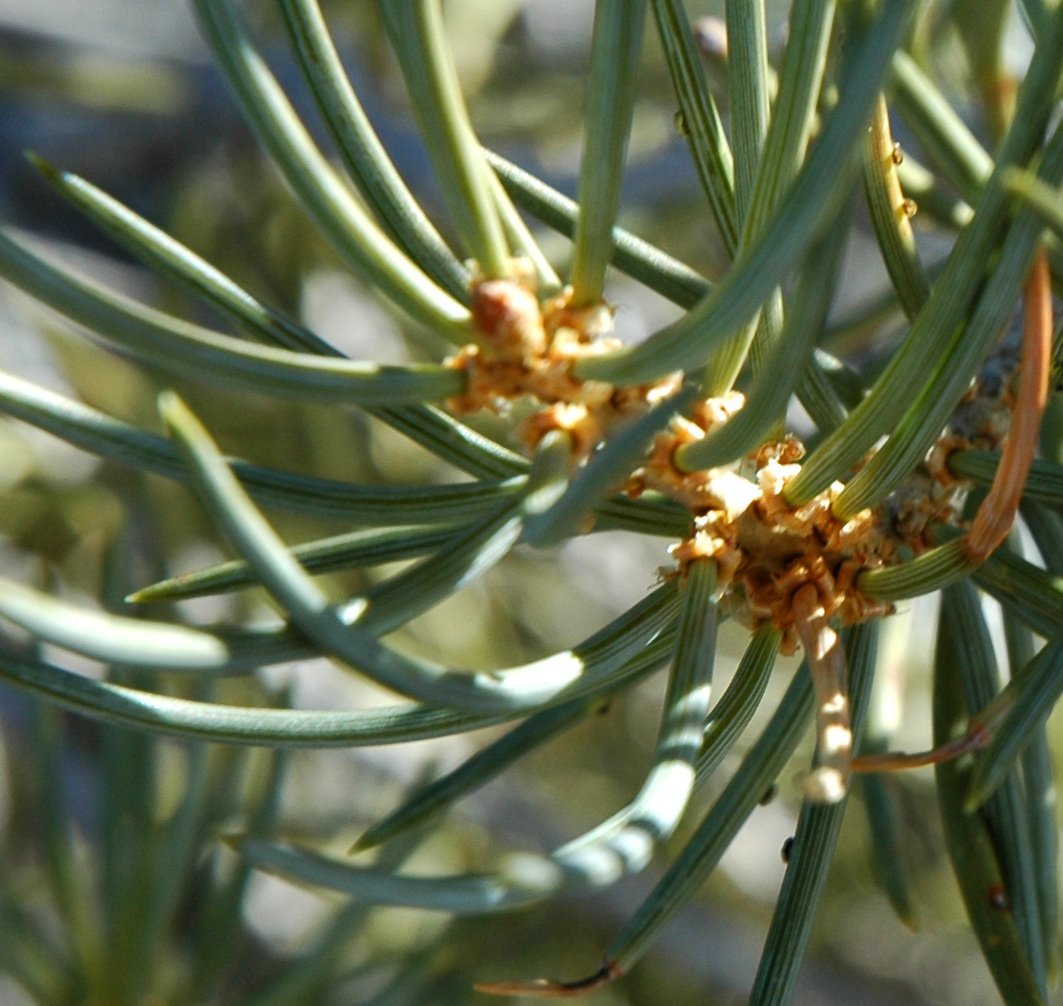
Fascísculos singelos de Pinus monophylla.

Fascículo, noemalmente qualificado de fascículo foliar ou fascículo floral, é a designação dada em morfologia vegetal a um conjunto de folhas ou de flores (neste caso uma inflorescência) dispostas de forma agrupada no interior de uma bainha que actua como base comum do conjunto de folhas ou flores. Um exemplo de estrutura fasciculada são as cimeiras que crescem na axila de uma bráctea.

## Descrição
São poucas as plantas com flor que produzem fascículos, pelo que tanto os fascículos florais como os foliares são raros, de forma que quando se coloca o termo como epíteto específico do nomre da planta é uma referência à sua presença.
Espécies com este tipo de inflorescência são Aechmea biflora, Melicytus ramiflorus, várias espécies do género Malva e todo o género Flueggea. Algumas espécies da família Alseuosmiaceae apresentam flores em fascículos.
Em todas as espécies de pinheiros há fascículos e o número de folhas adultas (agulhas) por fascículo é um traço característico, importando para a identificação das espécies de Pinus e géneros filogeneticamente próximos. A maioria das espécies apresentam fascículos de 2 a 5 agulhas, e apenas uma espécie apresenta de 1 a 6 fascículos.
A espécie Pinus durangensis apresenta fascículos de 6 agulhas, excepcionalmente de até 7 agulhas, sendo a única espécie de pinheiro com tantas agulhas por fascículo. A espécie Pinus monophylla têm fascículos com uma única agulha, raramente de duas agulhas, sendo a única espécie com esta característica, que por tão incomum e fácil de observar se reflecte no epíteto específico monophylla.